# 케이트 (영화)
"케이트"(영어: Kate)는 2021년 공개된 미국의 액션 스릴러 영화로, 세드리크 니콜라트루아양이 감독을 맡았다.
이 영화는 2021년 9월 10일 넷플릭스에서 공개되었으며, 비평가들로부터 엇갈린 평가를 받았다. 비평가들은 윈스티드의 연기는 칭찬했지만 이 영화가 "다른 수많은 여성 암살자 영화와 실망스럽게도 유사하다"고 지적했다.

## 줄거리
케이트는 뛰어난 암살자이자 저격수로, 그녀의 멘토이자 조력자인 배릭의 지시에 따라 목표물을 제거하며 살아왔다. 어릴 적 고아가 된 케이트는 배릭에 의해 훈련받고 그의 팀에 합류하게 되죠. 마지막 임무로 야쿠자 간부를 제거하라는 지시를 받은 케이트는 임무 수행 중 아이가 있는 것을 발견하고 망설이지만, 배릭의 강요로 결국 목표물을 사살한다. 아이 앞에서 살인을 저질렀다는 죄책감에 시달리던 케이트는 은퇴를 결심하고 마지막 임무를 준비한다.
임무 전날, 케이트는 호텔 바에서 매력적인 남자 스티븐을 만나 하룻밤을 보내지만, 임무를 준비하던 중 스티븐이 그녀를 독살했음을 알게 된다. 방사능 독에 중독되어 하루밖에 살 수 없게 된 케이트는 복수를 다짐하며 독을 놓은 자를 추적하기 시작한다. 스티븐과 그의 여자친구를 찾아내 그들이 키지마라는 야쿠자 조직과 연관되어 있음을 알아낸 케이트는 키지마의 조카 아니를 납치하여 키지마를 유인하려 한다.
하지만 케이트는 아니가 과거 자신이 죽인 야쿠자 간부의 딸임을 알게 되고, 키지마 조직 내 권력 다툼으로 인해 아니마저 살해당할 위기에 놓였다는 것을 알게 되자 그녀를 보호하기로 마음먹는다. 케이트는 키지마를 만나 배릭이 키지마를 죽이고 조직을 차지하기 위해 자신을 이용했다는 사실을 알게 된다. 한편 아니는 배릭을 통해 케이트가 자신의 아버지를 죽였다는 사실을 알게 되지만, 케이트의 진심을 느끼고 배릭에게서 벗어나 케이트를 돕는다. 키지마는 케이트와 함께 배릭과 그의 부하들에게 복수하기 위해 전투를 벌이다. 격렬한 총격전 끝에 케이트는 배릭과 마주하고, 결국 배릭을 죽이는 데 성공한다. 모든 싸움이 끝난 뒤, 케이트는 독으로 인해 죽음을 맞이한다.

## 출연진
- 메리 엘리자베스 윈스테드 - 케이트(Kate) 역
- 미쿠 마티노(Miku Martineau) - 아니(Ani) 역
- 우디 해럴슨 - 베릭(Varrick)
- 미힐 하위스만 -스테펀(Stephen)
- 아사노 타다노부 - 렌지(Renji)
- 쿠니무라 준 - 키지마(Kijima)
- 미야비 - 조지마(Jojima)
- 다나베 가즈야(Kazuya Tanabe) - 신조(Shinzo)

## VFX
- MR. X
- 컴퍼니3(CAMPANY 3)

## 사운드트랙
- BAND-MAID - 'CHOOSE ME'
- REOL - 'KINJITOU'(金字塔)[1]

## 같이 보기
- 죽음의 카운트다운 (1950년 영화)